# Бенешти (Васлуј)
Бенешти (рум. Benești) насеље је у Румунији у округу Васлуј у општини Танаку. Oпштина се налази на надморској висини од 174 m.

## Становништво
Према подацима из 2002. године у насељу је живело 398 становника, од којих су сви румунске националности.